# Lesotho a 2008. évi nyári olimpiai játékokon
Lesotho a kínai Pekingben megrendezett 2008. évi nyári olimpiai játékok egyik részt vevő nemzete volt. Az országot az olimpián 2 sportágban 5 sportoló képviselte, akik érmet nem szereztek.

## Atlétika
Férfi
| Versenyző                | Versenyszám | Eredmény      | Helyezés      |
| ------------------------ | ----------- | ------------- | ------------- |
| Moses Moeketsi Mosuhli   | Maraton     | nem ért célba | nem ért célba |
| Simon Tsotang Maine      | Maraton     | nem ért célba | nem ért célba |
| Clement Mabothile Lebopo | Maraton     | nem ért célba | nem ért célba |

Női
| Versenyző       | Versenyszám | Eredmény      | Helyezés      |
| --------------- | ----------- | ------------- | ------------- |
| Mamorallo Tjoka | Maraton     | nem ért célba | nem ért célba |

## Ökölvívás
| Versenyző             | Versenyszám | Selejtező                | Nyolcaddöntő      | Negyeddöntő       | Elődöntő          | Döntő             | Helyezés |
| Versenyző             | Versenyszám | Ellenfél Eredmény        | Ellenfél Eredmény | Ellenfél Eredmény | Ellenfél Eredmény | Ellenfél Eredmény | Helyezés |
| --------------------- | ----------- | ------------------------ | ----------------- | ----------------- | ----------------- | ----------------- | -------- |
| Emanuel Thabiso Nketu | Harmatsúly  | Bruno Julie (MRI) · 8-17 | kiesett           | kiesett           | kiesett           | kiesett           | 17.      |